# Grand Prix automobile d'Abou Dabi 2025
GP précédent GP suivant
Le Grand Prix automobile d'Abou Dabi 2025 (Formula 1 Etihad Airways Abu Dhabi Grand Prix 2025), disputé le 7 décembre 2025 sur le Circuit Yas Marina, est la 1149e épreuve du championnat du monde de Formule 1 courue depuis 1950. Il s'agit de la 16e édition du Grand Prix d'Abou Dabi comptant pour le championnat du monde de Formule 1 et la vingt-quatrième et dernière manche du championnat 2025. Cette course clôt la saison, comme c'est le cas en alternance depuis 2009 et en continu depuis 2014.

## Date
Il est prévu entre le 4 décembre 2025 et le 7 décembre 2025.

## Pneus disponibles
| Pneus pour piste sèche | Pneus pour piste sèche | Pneus pour piste sèche | Pneus pluie | Pneus pluie |
| ---------------------- | ---------------------- | ---------------------- | ----------- | ----------- |
|                        |                        |                        |             |             |

## Essais libres

### Première séance, le vendredi de 13 h 30 à 14 h 30
| Pos. | Pilote | Voiture | Chrono | Écart |
| ---- | ------ | ------- | ------ | ----- |
| 1    |        |         |        |       |
| 2    |        |         |        |       |
| 3    |        |         |        |       |
| 4    |        |         |        |       |
| 5    |        |         |        |       |
| 6    |        |         |        |       |

### Deuxième séance, le vendredi de 17 h à 18 h
| Pos. | Pilote | Voiture | Chrono | Écart |
| ---- | ------ | ------- | ------ | ----- |
| 1    |        |         |        |       |
| 2    |        |         |        |       |
| 3    |        |         |        |       |
| 4    |        |         |        |       |
| 5    |        |         |        |       |
| 6    |        |         |        |       |

### Troisième séance, le samedi de 14 h 30 à 15 h 30
| Pos. | Pilote | Voiture | Chrono | Écart |
| ---- | ------ | ------- | ------ | ----- |
| 1    |        |         |        |       |
| 2    |        |         |        |       |
| 3    |        |         |        |       |
| 4    |        |         |        |       |
| 5    |        |         |        |       |
| 6    |        |         |        |       |

## Séance de qualifications

### Résultats des qualifications
| Pos. | Pilote | Écurie | Qualifications 1 | Qualifications 2 | Qualifications 3 |
| ---- | ------ | ------ | ---------------- | ---------------- | ---------------- |
| 1    |        |        |                  |                  |                  |
| 2    |        |        |                  |                  |                  |
| 3    |        |        |                  |                  |                  |
| 4    |        |        |                  |                  |                  |
| 5    |        |        |                  |                  |                  |
| 6    |        |        |                  |                  |                  |
| 7    |        |        |                  |                  |                  |
| 8    |        |        |                  |                  |                  |
| 9    |        |        |                  |                  |                  |
| 10   |        |        |                  |                  |                  |
| 11   |        |        |                  |                  |                  |
| 12   |        |        |                  |                  |                  |
| 13   |        |        |                  |                  |                  |
| 14   |        |        |                  |                  |                  |
| 15   |        |        |                  |                  |                  |
| 16   |        |        |                  |                  |                  |
| 17   |        |        |                  |                  |                  |
| 18   |        |        |                  |                  |                  |
| 19   |        |        |                  |                  |                  |
| 20   |        |        |                  |                  |                  |

## Course

### Classement de la course
| Pos. | no | Pilote | Écurie | Tours | Temps/Abandon | Grille | Points |
| ---- | -- | ------ | ------ | ----- | ------------- | ------ | ------ |
| 1    |    |        |        |       |               |        | 25     |
| 2    |    |        |        |       |               |        | 18     |
| 3    |    |        |        |       |               |        | 15     |
| 4    |    |        |        |       |               |        | 12     |
| 5    |    |        |        |       |               |        | 10     |
| 6    |    |        |        |       |               |        | 8      |
| 7    |    |        |        |       |               |        | 6      |
| 8    |    |        |        |       |               |        | 4      |
| 9    |    |        |        |       |               |        | 2      |
| 10   |    |        |        |       |               |        | 1      |
| 11   |    |        |        |       |               |        |        |
| 12   |    |        |        |       |               |        |        |
| 13   |    |        |        |       |               |        |        |
| 14   |    |        |        |       |               |        |        |
| 15   |    |        |        |       |               |        |        |
| 16   |    |        |        |       |               |        |        |
| 17   |    |        |        |       |               |        |        |
| 18   |    |        |        |       |               |        |        |
| 19   |    |        |        |       |               |        |        |
| 20   |    |        |        |       |               |        |        |

### Pole position et record du tour
- Pole position :
- Meilleur tour en course :

## Classements généraux à l'issue de la course
| Pos.     | Pilote | Écurie | Points |
| -------- | ------ | ------ | ------ |
| Champion |        |        |        |
| 2        |        |        |        |
| 3        |        |        |        |
| 4        |        |        |        |
| 5        |        |        |        |
| 6        |        |        |        |
| 7        |        |        |        |
| 8        |        |        |        |
| 9        |        |        |        |
| 10       |        |        |        |
| 11       |        |        |        |
| 12       |        |        |        |
| 13       |        |        |        |
| 14       |        |        |        |
| 15       |        |        |        |
| 16       |        |        |        |
| 17       |        |        |        |
| 18       |        |        |        |
| 19       |        |        |        |
| 20       |        |        |        |

| Pos.     | Écurie | Points |
| -------- | ------ | ------ |
| Champion |        |        |
| 2        |        |        |
| 3        |        |        |
| 4        |        |        |
| 5        |        |        |
| 6        |        |        |
| 7        |        |        |
| 8        |        |        |
| 9        |        |        |
| 10       |        |        |

## Statistiques
Le Grand Prix d'Abou Dabi 2025 représente :
Au cours de ce Grand Prix :